# S Pegasi
S Pegasi ist ein Roter Riese im Sternbild Pegasus und mit ca. 580 Sonnenradien einer der größten bekannten Sterne. Zudem liegt eine Pulsationsveränderlichkeit vor, was mit einer Schwankung der scheinbaren Helligkeit zwischen 6,90 und 13,80 mag. einhergeht. Die absolute Helligkeit des Objekts liegt im Mittel bei 0,81 mag. Eine genaue Prognose über die weitere Entwicklung des Roten Riesen lässt sich nur mit einer gewissen Unsicherheit machen. Aufgrund seiner großen Masse, wird S Pegasi vermutlich in ein paar Millionen Jahren in einer Supernova des Typs II explodieren. 